# エリコンKCB 30 mm 機関砲
エリコンKCB 30 mm 機関砲（英語: Oerlikon KCB 30 mm autocannon）は、エリコン社が製造する30mm口径の機関砲。元々、イスパノ・スイザ社によってHS.831として製品化されたのち、エリコン社が同社銃器部門を買収した際に改称して自社のラインナップに加えたものである。

## 開発に至る経緯
本砲は、1939年頃にイスパノ・スイザ社フランス支社（HSF）において開発していたHS.411を起源とする。これは、同社のHS.404の自動機構を踏襲しつつ大口径化するものであり、使用弾薬としては、オチキス社の25 mm機関砲弾（25×163mm弾）をベースにして、全長を延長するとともにネック径を拡張した30×170mm弾が開発された。ナチス・ドイツのフランス侵攻までに行われた作業はわずかなものだったが、その成果はイスパノ・スイザ社スイス支社（HSS）、およびイギリスでの関連会社であるBMARC社へと持ち出された。BMARC社は1942年までに数門を試作して造兵委員会に提示したものの、この時点では既存の20mm口径および40mm口径の機関砲で需要を満たしているとして、採択されなかった。
一方、HSS社はその後も開発を継続し、1945年からはHS.830として市場に投入した。また1950年代初頭には、販売は小改正型のHS.831に切り替えられ、1957年には弾薬を改良したHS.831Lが投入された。その後、1971年にイスパノ・スイザ社の銃砲事業がエリコン社によって買収されることになると、HS.831はKCBと改称されて、ラインナップに加えられた。

## 設計
上記の経緯より、本砲はHS.404と同様に、ブローバック式にガス圧式を併用した自動機構を採用している。撃発はオープンボルトで行われる。反動は14 kN、後座長は50 mmである。砲身は単肉構造で、18条右回りのライフリングが施されている。
送弾機構としては、HS.830では保弾板（strip）やドラム型弾倉を用いていた。一方、KCBではベルト式を用いており、左側から給弾するものがKCB-B02、右側から給弾するものがKCB-B03と称される。

## 実装

### 陸上型
HS.831を用いた牽引式の単装砲架としてHS.661がある。また自走式対空砲でも用いられており、1960年にはAMX-13軽戦車を元にした対空戦車（Defense Contre Avions, DCA）で採用された。ただしこの初期モデルはレーダーを備えておらず、レーダーを備えた車両の引き渡しは1968年以降となった。

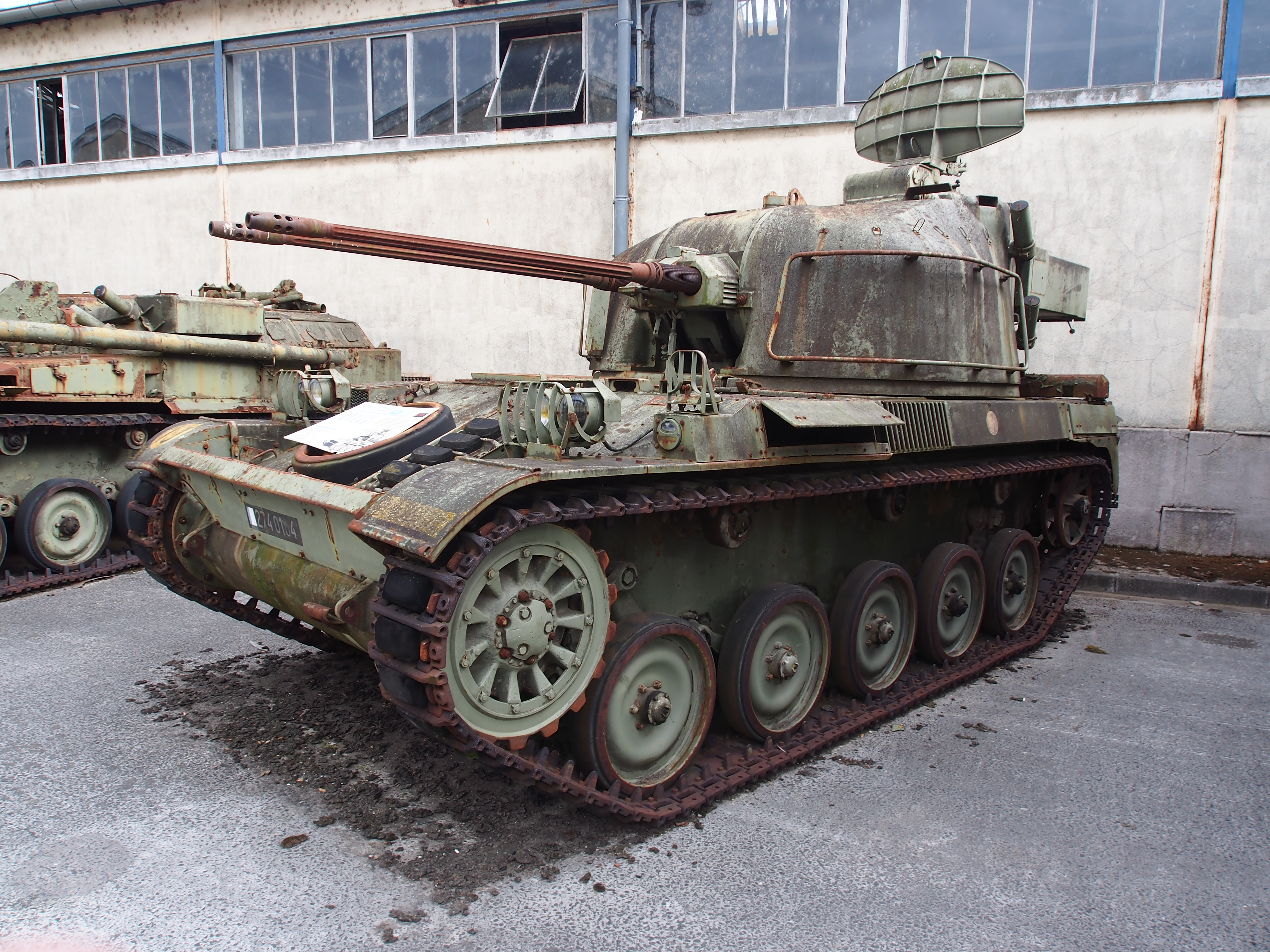
AMX-13 DCA 自走式対空砲

### 艦載型
BMARC社は、1966年よりHS.831の艦載型の開発に着手し、1968年には連装マウントを発表したが、これがA32として市場に投入されたのは1971年のことだった。その後、砲がKCBと改称されるのに伴ってA32はGCM-A01、また砲架の右側にエンクローズされた砲手席を設けたモデルはGCM-A02と改称された。GCM-A01はイギリス海軍の駆逐艦「ブリストル」に搭載されて1973年3月に就役、また-A02はケニア海軍の哨戒艇「マンバ」に搭載されて1974年2月に就役した。その後、1984年には改良型のGCM-A03が発表され、既存のマウントからの改修も行われた。
一方、LSE社（後のMSI社）では、1970年代後半より軽量な艦載用単装マウントの開発に着手、まずラーデン砲を用いたDS-30Rを開発したのち、1980年代初頭からは本砲を用いたDS-30Bを開発していた。フォークランド紛争を受けて、イギリス海軍は中口径機関砲の強化に乗り出しており、DS-30Bも1988年より装備化された。
アメリカ合衆国でも、1972年にはエマソン・エレクトリック社がHS.831を連装に配したマウントのプロトタイプを完成させており、アメリカ海軍ではEX-74と称された。これは1970年代初頭にアメリカ海軍が発出した軽量廉価な中口径機関砲システムについての要求に応じたものであり、1975年に予算上の問題で海軍が要求を取り下げたあとも、エマーレック-30として市場での販売は継続された。

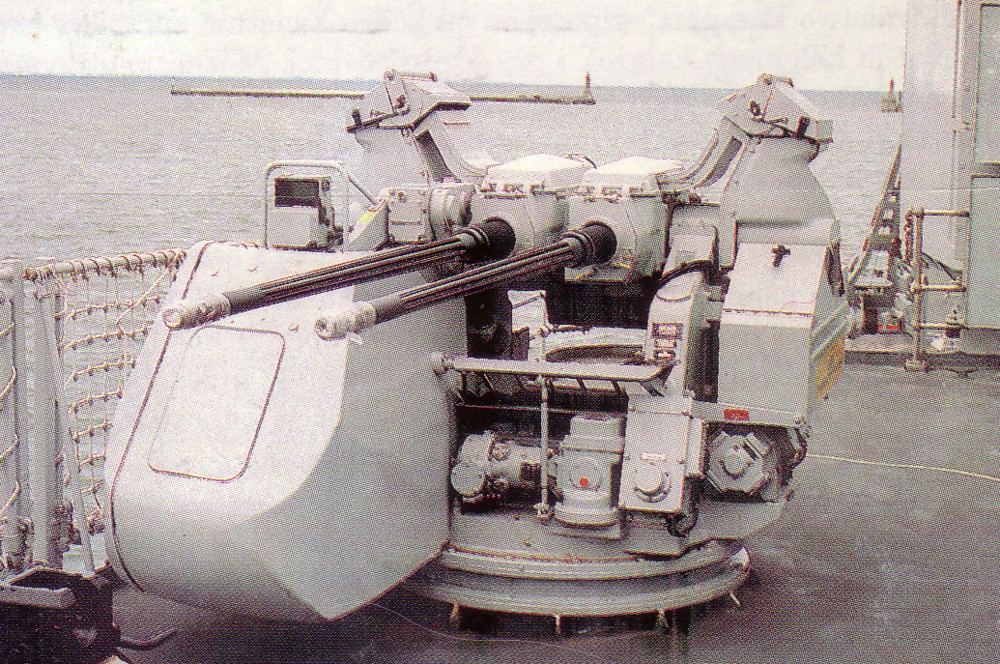
GCM-A 連装マウント
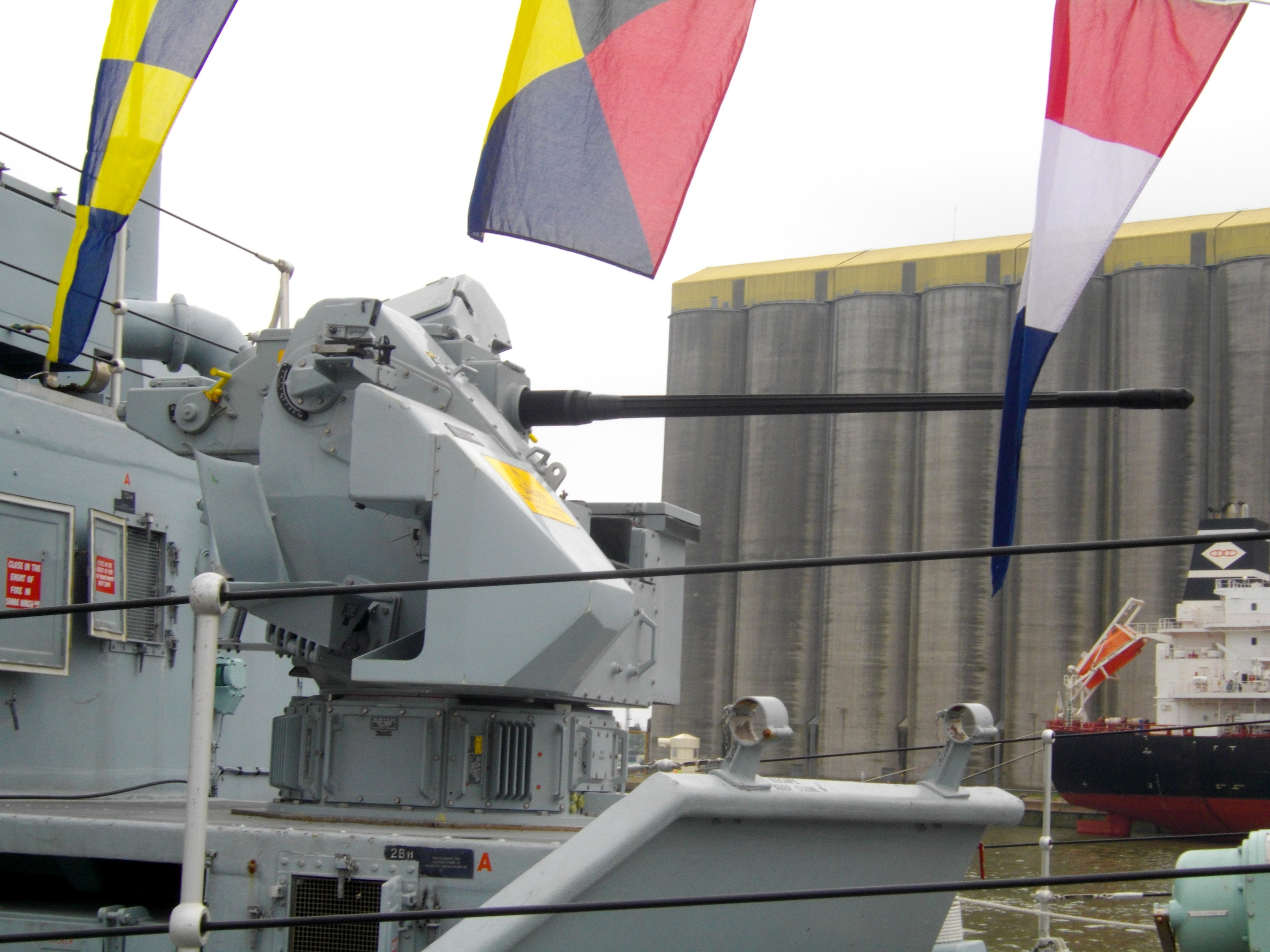
DS-30B 単装マウント